# Antonio Palomino
Acisclo Antonio Palomino de Castro y Velasco (Bujalance, Córdoba, 1 de diciembre de 1655 - Madrid, 12 de agosto de 1726) fue un pintor y tratadista de pintura español.

## Biografía
Segundo hijo de Bernabé Palomino y de su segunda esposa, Catalina de Castro, fue bautizado en la iglesia parroquial de Nuestra Señora de la Asunción, de Bujalance, el día 1 de diciembre de 1655. Nacido en el seno de una familia acomodada, siendo niño se trasladó con su familia a Córdoba, donde comenzó sus estudios en el sacerdocio en el Colegio dominico de Santo Tomás, que incluían gramática, filosofía, derecho, teología y cánones, llegando a ser ordenado de menores por el obispo Francisco de Alarcón y Covarrubias. Sin embargo, alternó estos estudios con el dibujo y la pintura, llegando a recibir lecciones pictóricas de Juan de Valdés Leal, que vivió allí en 1672 y luego de Juan de Alfaro y Gámez (1675), quien le ofreció acceso a la Corte.

### Pintor del rey
Después de ordenarse subdiácono, marchó a Madrid en 1678 bajo la protección de Alfaro, y durante los primeros meses se alojó en la vivienda del pintor Francisco Pérez Sierra, en la calle de las Infantas, donde conoció a su sobrina Catalina Bárbara Pérez de Sierra, oriunda de Nápoles e hija de un diplomático, con la que contrajo matrimonio en 1680. El matrimonio se trasladó a la cercana calle de los Jardines, donde nació su primera hija Manuela Josefa, bautizada en la parroquia de San Ginés en 1683; probablemente fallecida poco tiempo después al no ser mencionada en ningún documento posterior.
En 1684, con el objetivo de ser nombrado hijodalgo, solicitó una prueba de limpieza de sangre, en la que declararon ocho vecinos de Bujalance que conocieron a su familia. Una vez remitida esta información, Palomino y sus dos hijos varones fueron recibidos como hijosdalgo en Madrid en 1690.
Su primer contacto con la Casa Real se produjo en 1686, cuando Claudio Coello, a quien el monarca Carlos II había ordenado los frescos de la techumbre de la Galería del Cierzo del Alcázar de Madrid, no pudo terminarlos por otros compromisos y propuso a Palomino, quien realizó varios pasajes de la fábula de Eros y Psique. Más adelante alegó estos méritos para solicitar la plaza de pintor del Rey en 1687, que le fue concedida el 23 de junio de 1688. Desde este momento Palomino tuvo que realizar varios trabajos en el Alcázar, aunque se desconocen en gran medida, se sabe, por ejemplo, que realizó una serie de pinturas al fresco en la cámara y en el despacho del Rey en el palacio del Buen Retiro. Asimismo, diseñó el ornato de la plazuela de San Salvador con motivo de la entrada a la ciudad de María Ana de Neoburgo, segunda esposa de Carlos II en 1690; seleccionó para el monarca algunas pinturas del palacio del Pardo que él mismo restauró en 1711, y realizó algunas pinturas en la pieza de las Furias en 1720.
En verano de 1692 Luca Giordano llegó a España para decorar las bóvedas del monasterio de El Escorial, por lo que Palomino solicitó permiso a Carlos II para acompañar al italiano en sus trabajos, mejorando y completando su formación como fresquista. Palomino también trabajó extensamente con el Concejo de Madrid, realizando unas pinturas para el Salón nuevo de Sesiones en la Casa de la Villa en 1692 y, más adelante, la decoración de tres pequeñas estancias ubicadas bajo la torre del Reloj.

### Otras ciudades
Visitó Valencia en 1697, permaneciendo allí durante tres o cuatro años pintando frescos. Realizó los de la Basílica de la Virgen de los Desamparados y la Iglesia de los Santos Juanes. Durante un breve tiempo de retiro en Vall de Uxó, hizo algunas pinturas para los duques de Segorbe y, antes de su nueva marcha, diseñó el programa pictórico de la bóveda de la iglesia de san Nicolás de la capital valenciana, aunque dejando el trabajo manual a uno de sus colaboradores, el valenciano Dionís Vidal.
En 1705 se trasladó a Salamanca para realizar el coro del convento de San Esteban, y más tarde a Granada para ayudar al arquitecto Francisco Hurtado en la construcción de un sagrario en la Cartuja de Granada en 1712. Un año más tarde volvió a su Córdoba natal, a la que no había regresado desde 1678, ya que el cardenal Salazar había dejado en testamento un dinero para la realización de tres lienzos en la nueva capilla de Santa Teresa en el interior de la Mezquita-catedral de Córdoba donde reposaban sus restos. De hecho, aprovechó su estancia en este templo para sustituir las pinturas del retablo mayor de la capilla Mayor, hechas por Cristóbal Vela en 1642, por unas nuevas realizadas por él en 1713.
Regresó a Madrid, donde se encargó de la parte pictórica del Sagrario del Monasterio de El Paular, de la que hoy quedan pocos restos,  ejecutándola en 1723 como final de su carrera.  
Tras la muerte de su esposa en 1725, se hizo sacerdote. Murió el 12 de agosto de 1726 en Madrid. 

## Escritos

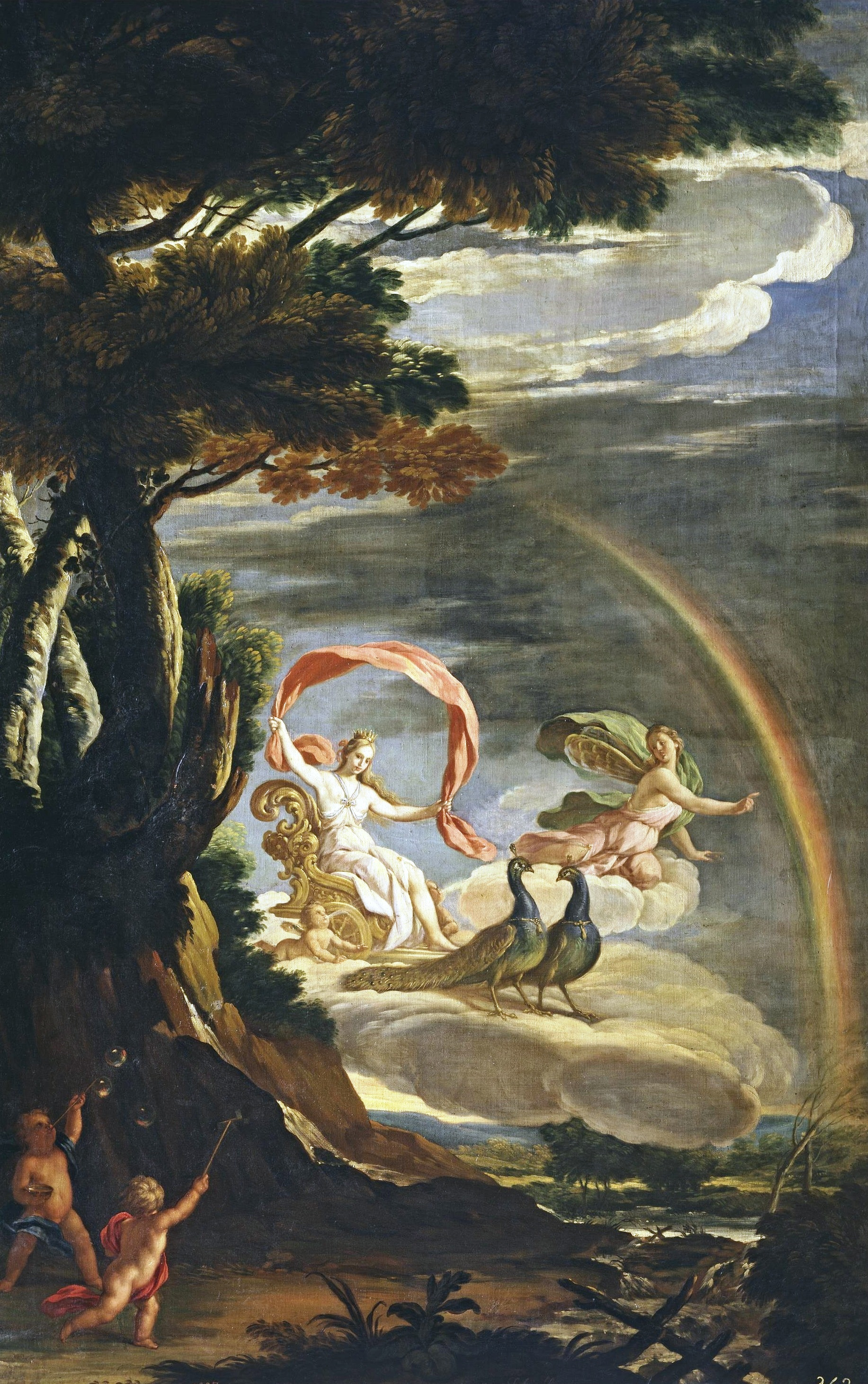
Alegoría del aire (hacia 1700). Museo del Prado, Madrid.

La obra por la cual Palomino es recordado actualmente no es la pictórica sino de carácter histórico-literario: los 3 volúmenes (1715-1724) de la obra titulada El Museo Pictórico y Escala Óptica, una de las principales fuentes para la historia de la pintura barroca española. Consta de cuatro partes (o tomos):  
1. Teórica de la pintura;
2. Práctica de la pintura;
3. El Parnaso español, pintoresco y laureado;
4. Índices y Tablas.

Los dos primeros tomos versan sobre la práctica y el arte de la pintura, y han tenido poca influencia posterior. Pero el tercero constituye un valioso material biográfico de pintores españoles del Siglo de Oro, que ha motivado que Palomino sea llamado el Vasari español. Esta parte fue parcialmente traducida al inglés en 1739. Posteriormente, un resumen de la obra original fue publicado en Londres en 1742. Se tradujo al francés en 1749 y al alemán en 1781 (publicado en Dresde). La segunda edición en español salió a luz en Madrid en 1797. 

Aguilar publicó en Madrid en 1947, en la Colección Obras Eternas, una nueva edición de la obra completa, con un prólogo de Ceán Bermúdez y 15 láminas y otras ilustraciones procedentes de la primera edición. La última traducción al inglés se debe a Nina Ayala Mallory (en Cambridge University Press) en 1987.

Palomino - El museo pictórico y escala óptica - Tomo I y II
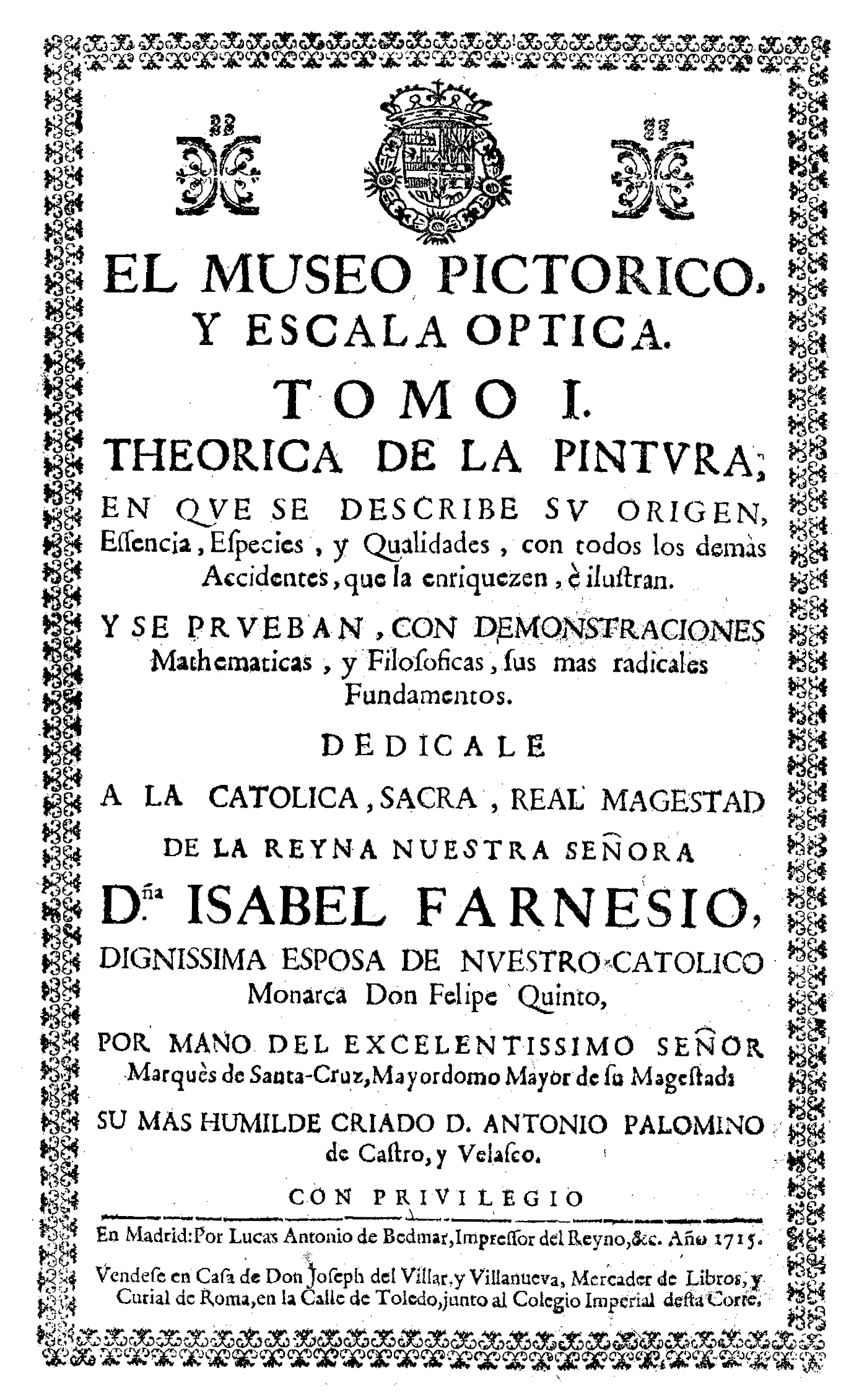
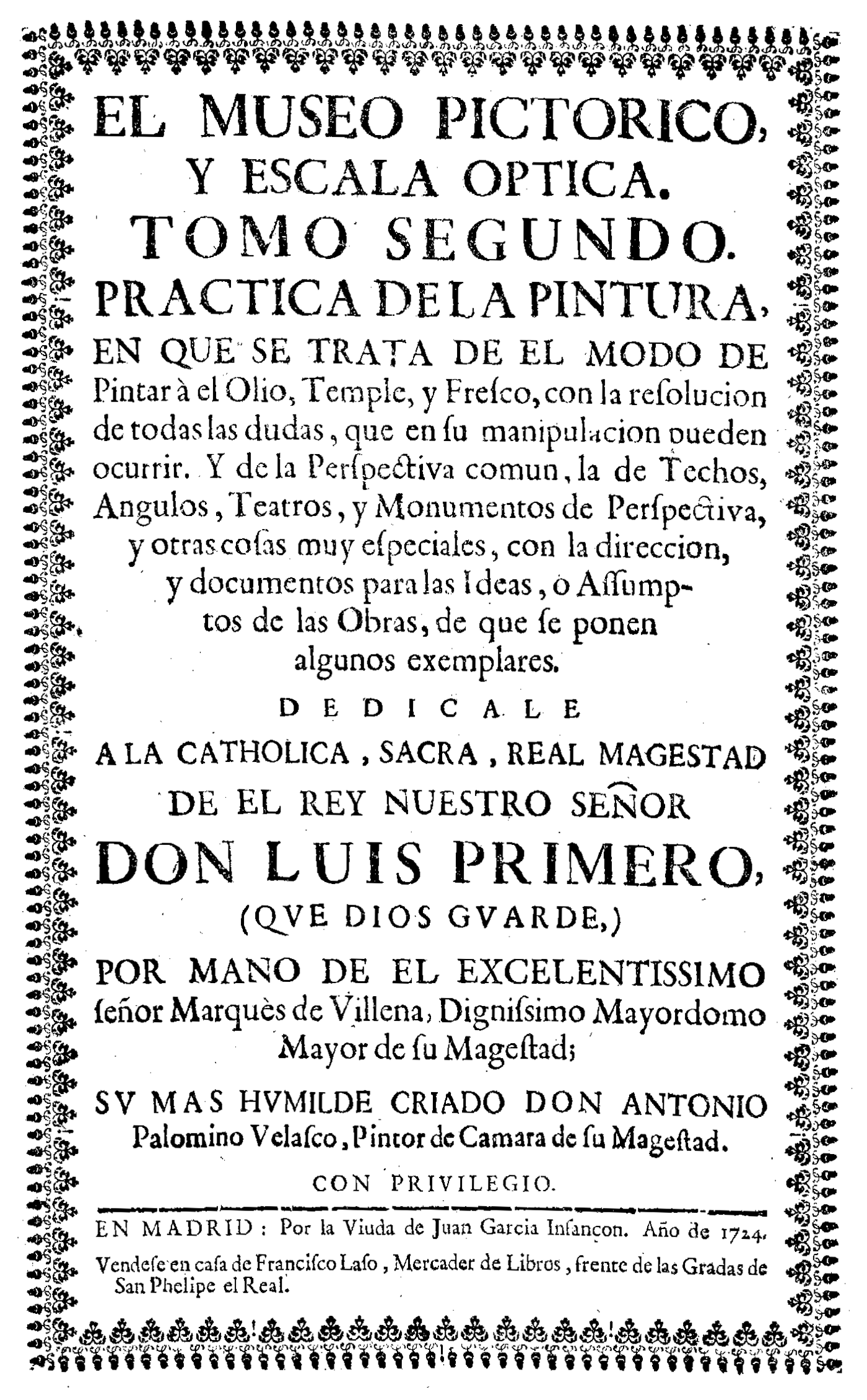

## Obra pictórica
En sus obras se aprecia la evolución de la pintura barroca de fines del siglo XVII hacia el Rococó y, en último término, el Neoclasicismo que se impondrá en el siglo XVIII. 
Su estilo muestra la influencia del Barroco cortesano o escuela madrileña de pintura, que conoció durante sus estancias en la capital. Palomino cuida siempre la adecuación de sus pinturas a la temática, al encargo y al lugar al que van destinadas, suprimiendo elementos anecdóticos o secundarios en aras de la claridad, pecando a veces sus obras de cierta rigidez y envaramiento; sin embargo supo dotar a sus obras al fresco de movimiento, color y el característico decorativismo y ampulosidad del Barroco.
Entre sus pinturas se pueden citar: La confesión de San Pedro, los frescos en la iglesia de los Santos Juanes y los de la Basílica de la Virgen de los Desamparados en Valencia; los cinco cuadros del retablo mayor de la catedral de Córdoba que representan a los mártires Pelayo, Flora, Acisclo y Victoria y en el centro la Asunción de la Virgen; mientras que en la capilla de Santa Teresa del mismo templo realizó el Martirio de los santos Acisclo y Victoria, Aparición de San Rafael al padre Roelas y Entrega de Córdoba a Fernando III; frescos de la cúpula del Sagrario, en la Cartuja de Granada; el fresco del testero del coro en la iglesia de San Esteban de Salamanca; un cuadro de San Antonio de Padua en Sigüenza, y una Inmaculada Concepción conservada en la catedral de Palencia; un San Antonio en el monasterio de las Clarisas de Orihuela; San Dionisio y la Virgen de los Dolores, en Sevilla; el techo de la antesacristía de san Isidro el Real, y los frescos de la Casa de la Villa, actual Ayuntamiento, en Madrid; y un Santo Tomás de Aquino del Museo de Arte Sacro de Málaga. En el Museo del Prado se conservan una Alegoría del aire y una Alegoría del fuego de su mano.

## Galería

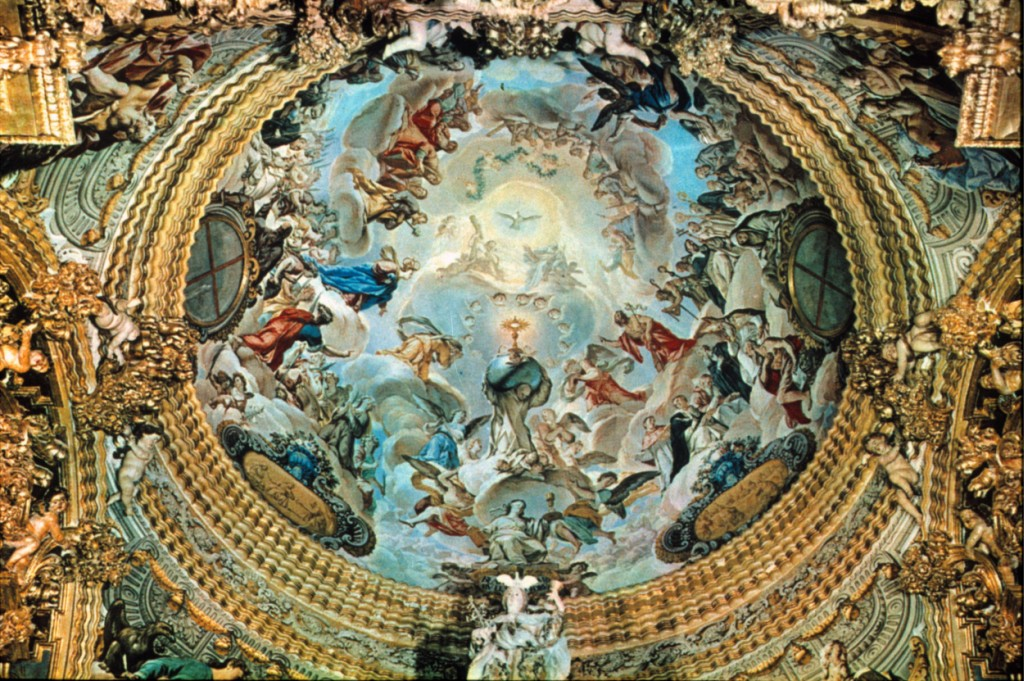
Cúpula del Sagrario de la Cartuja de Granada.
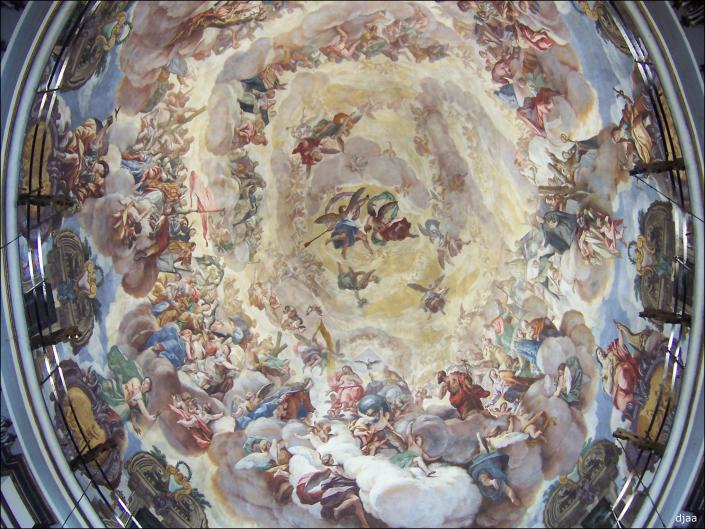
Cúpula de la basílica de Valencia.
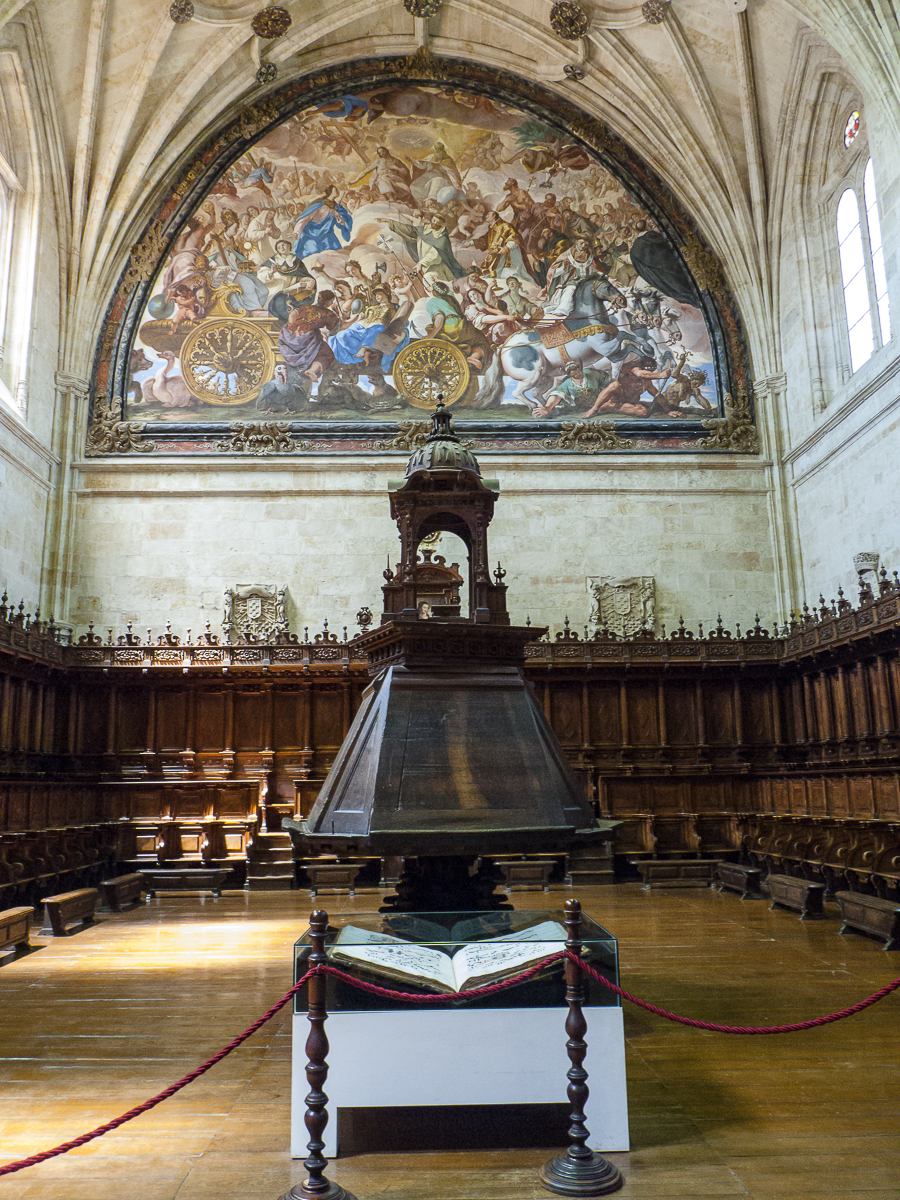
Triunfo de la Iglesia, en el coro del Convento de San Esteban, en Salamanca.
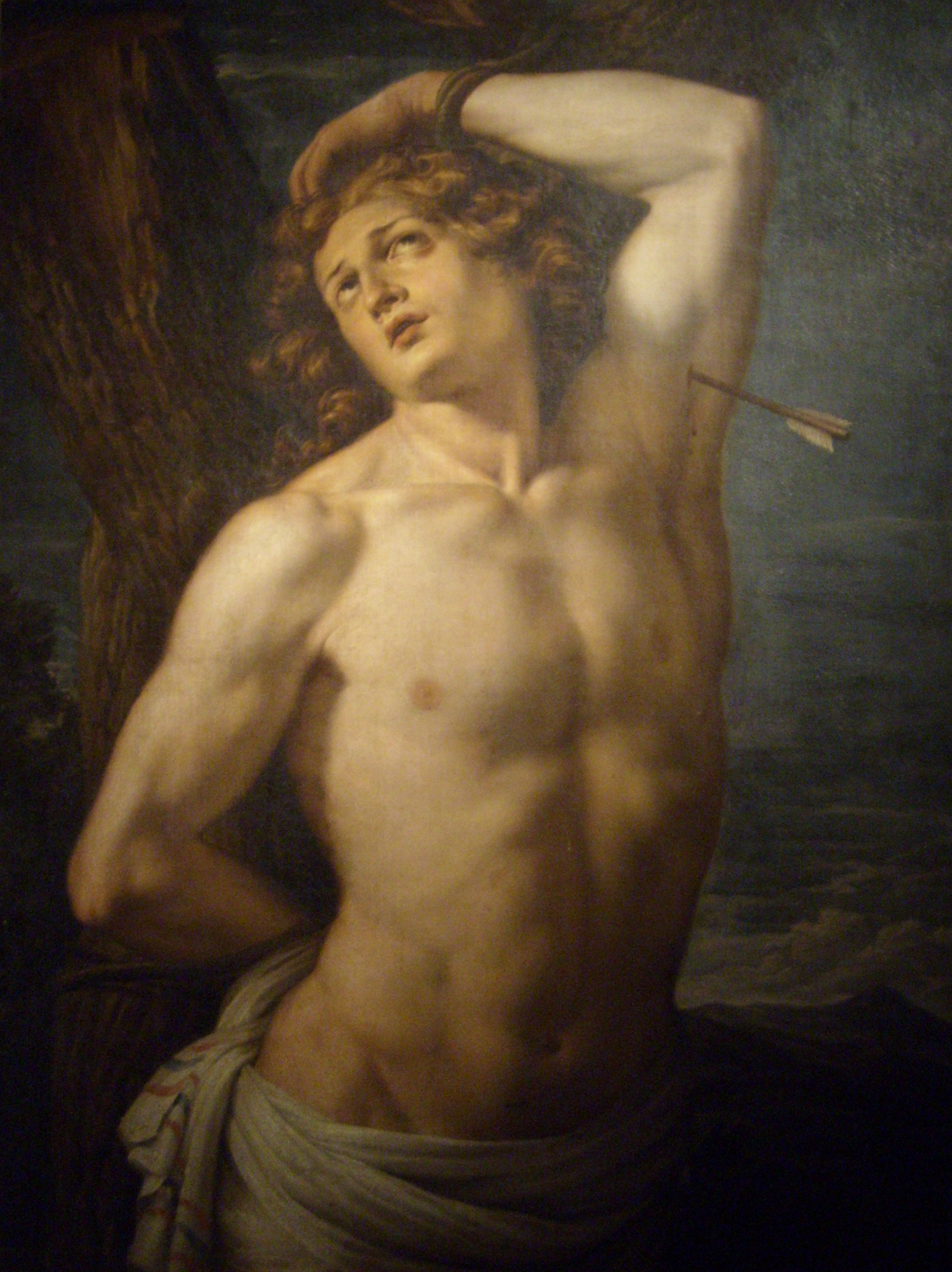
El martirio de San Sebastián, en el Museo Thomas-Henry.
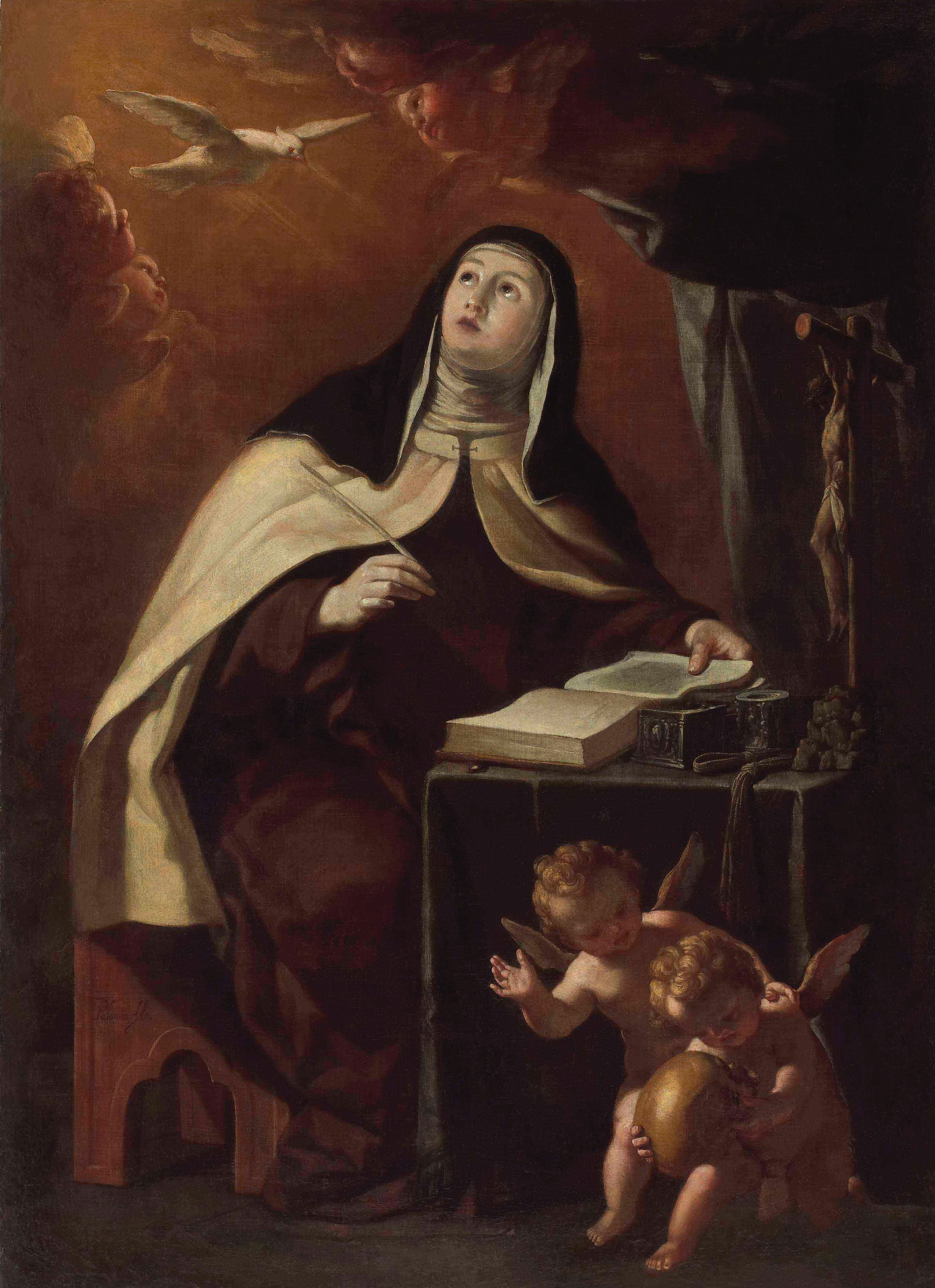
Santa Teresa de Jesús. Col. particular, en dep. Museo de Segovia.
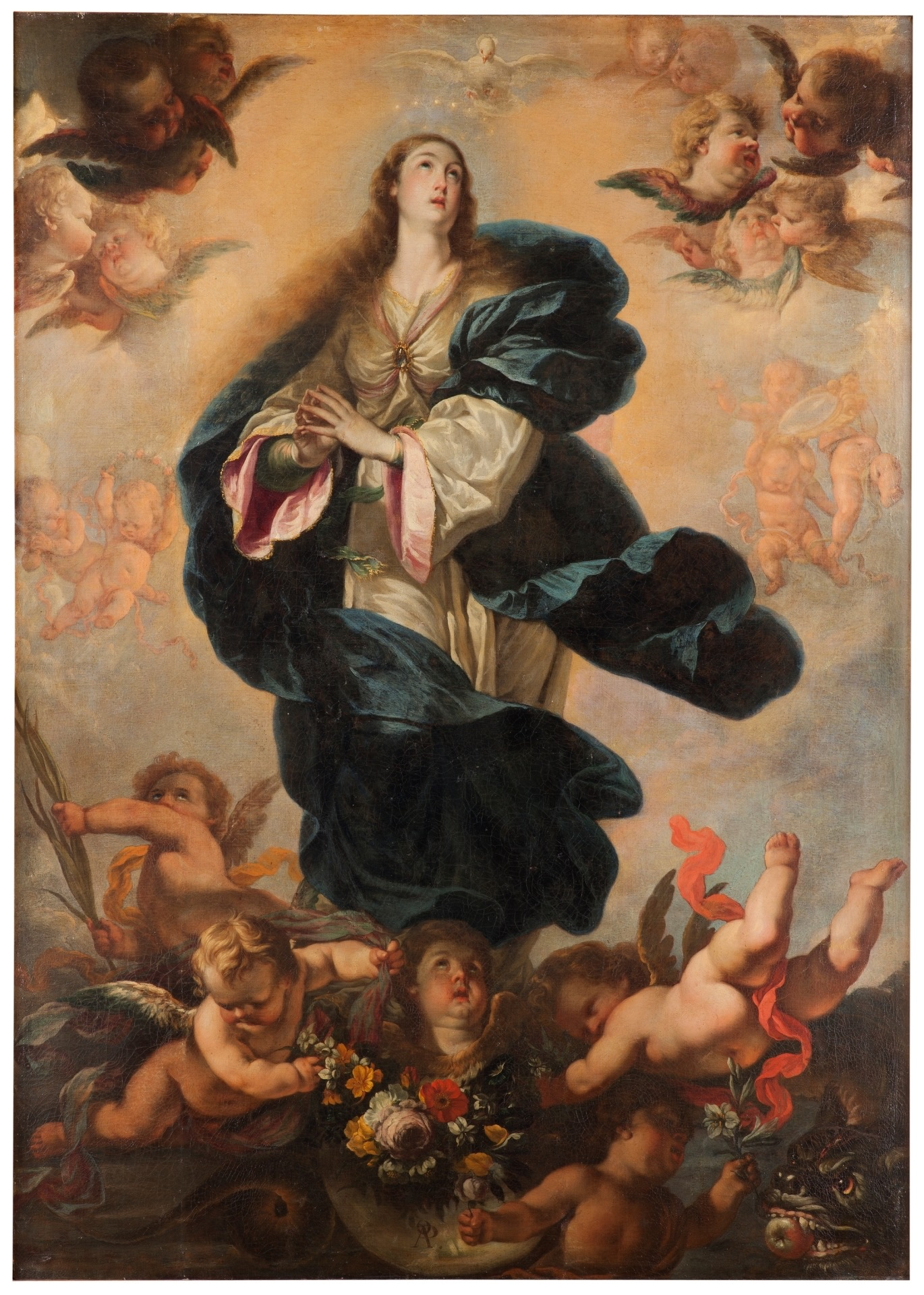
La Inmaculada Concepción (1712). Col. M. Prado, en dep. Museo de Bellas Artes de Córdoba.
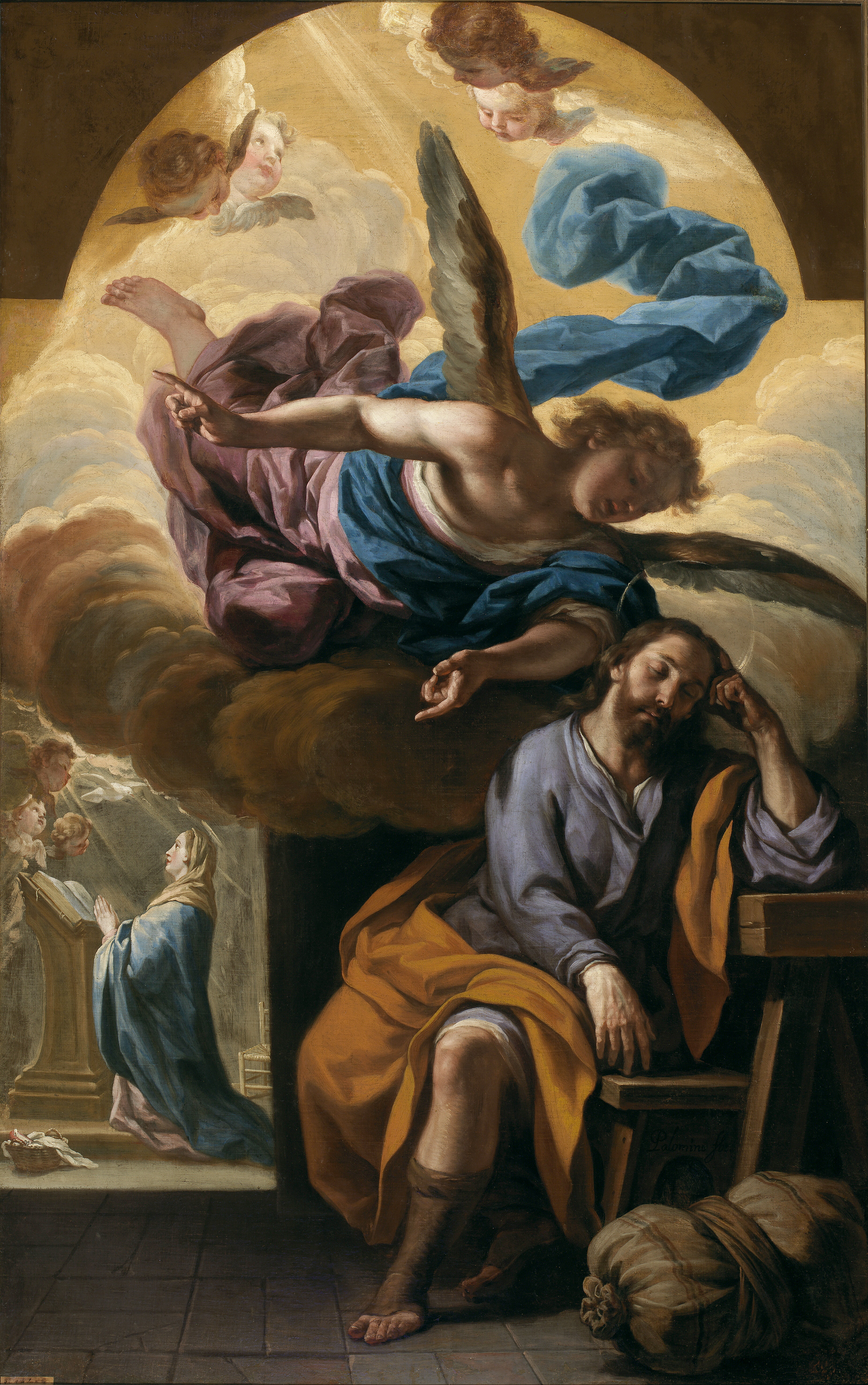
El sueño de San José (hacia 1697). Museo del Prado.